# Gelée de Wharton
La gelée de Wharton (substantia gelatinea funiculi umbilicalis) est un tissu conjonctif embryonnaire, la prédominance de sa substance fondamentale lui donne une matrice extracellulaire très fluide. Son rôle est d'emballer le cordon ombilical. On y trouve également des cellules différenciées, des fibroblastes, qui ont une matrice plus riche en fibre. 

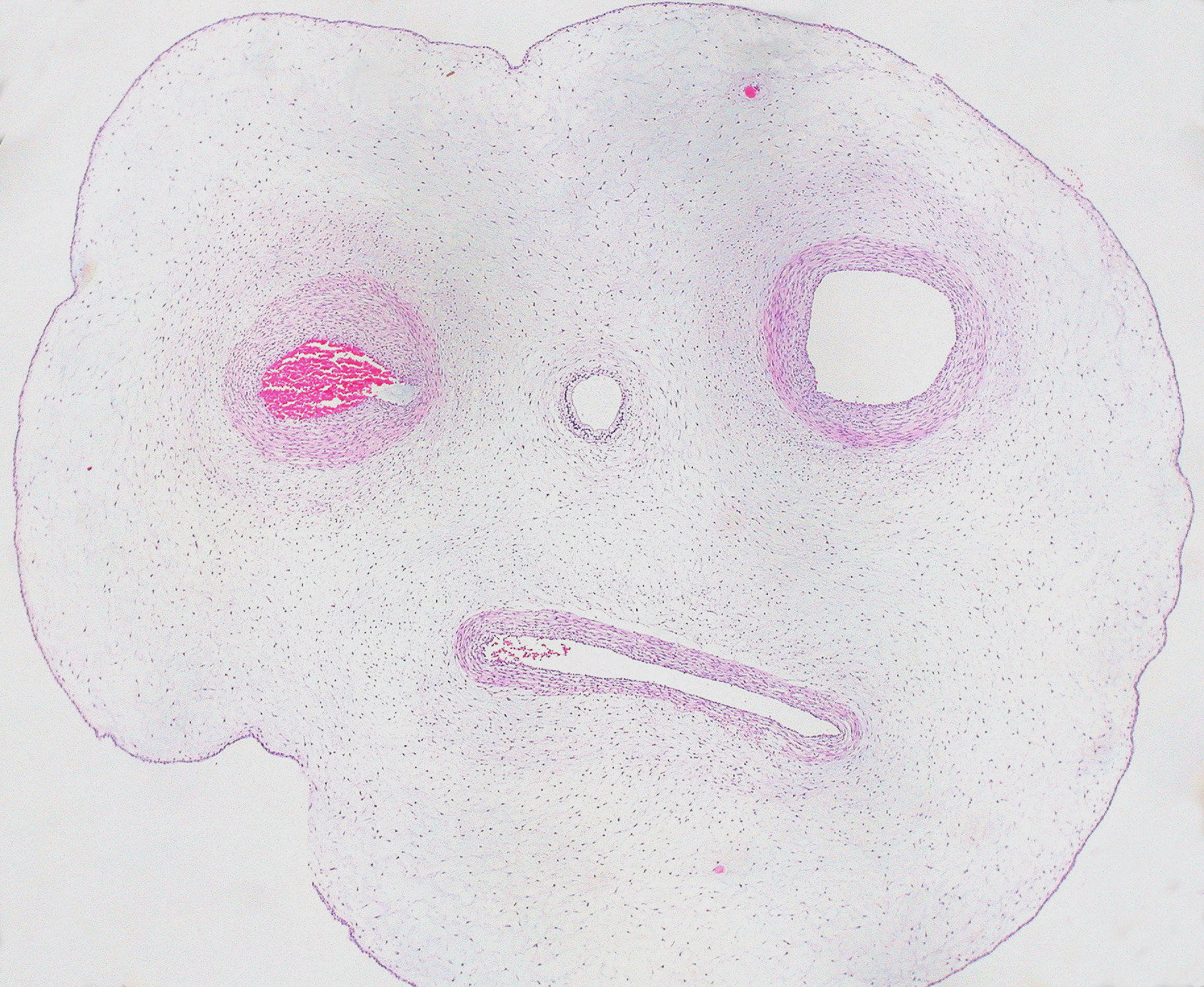
Cordon ombilical vu en coupe, avec la gelée de Wharton entourant les deux artères, la veine et l'allantoïde centrale.

## Histoire
La gelée de Wharton tient son nom de son découvreur, l'anatomiste Thomas Wharton (1614–1673).

## Fonctions
En tant que tissu conjonctif muqueux riche en protéoglycanes, cette gelée forme un tissu élastique et résistant protégeant les vaisseaux ombilicaux d'éventuelles pressions durant toute la vie intra-utérine.

Puis lors de l'accouchement, quand la gelée de Wharton est exposée à l'air et à des changements de température, elle se modifie en provoquant une constriction de la structure du cordon ombilical, assurant un serrage physiologique du cordon (occlusion physiologique) dans les 5 minutes (en moyenne) qui suivent la naissance.

## Développement embryologique
Le tissu conjonctif de la gelée de Wharton provient du mésoblaste extra-embryonnaire du pédicule embryonnaire, le mésenchyme.

## Ultrastructure et composition
Ce tissu conjonctif est revêtu de la membrane amniotique indissociable du cordon (contrairement à l'amnios). 

Il est pauvre en collagène et contient surtout des polysaccharides (mucopolysaccharides acides plus précisément) où se retrouvent des myofibroblastes (notamment autour des vaisseaux), des mastocytes  et quelques macrophages. Il est essentiellement composé d'acide hyaluronique et de sulfate de chondroïtine).

## Cellules souches
Les cellules souches étaient souvent prélevées dans le sang de cordon, mais au début des années 2000 on s'est rendu compte que des cellules de la gelée de Wharton expriment plusieurs gènes de cellules souches, dont la télomérase. On y a remarqué aussi, dans le tissu conjonctif mucoïde, des cellules de type fibroblaste évoquant des cellules souches. L'analyse par cytométrie en flux a révélé que les cellules mésenchymateuses isolées des cordons ombilicaux expriment les récepteurs matriciels (CD44, CD105) et les marqueurs d'intégrine (CD29, CD51), mais sans exprimer aucun marqueurs de lignée hématopoïétique (CD34, CD45). Ces cellules expriment aussi beaucoup de marqueurs de cellules souches mésenchymateuses (SH2, SH3) . La gelée de Wharton contient donc bien des cellules souches ; elles peuvent en être extraites, cultivées in vitro et dans certains conditions, et ensuite se différencier en divers types de cellules matures (y compris en neurones, dont on ne sait pas encore s'ils sont vraiment fonctionnels). 

Les cellules souches dérivées de la gelée de Wharton sont dites mésenchymateuses car provenant du mésenchyme et elles peuvent avoir un effet immunomodulateur sur les lymphocytes ; Ces cellules  ont bien un potentiel multi-lignage qui permet de les utiliser pour des études sur la différenciation cardiaque humaine précoce, la génomique fonctionnelle ou pour produire des tests pharmacologiques, des thérapies cellulaires ou les utiliser en ingénierie tissulaire, avec des enjeux éthiques et techniques moins problématiques que quand il faut les prélever sur des animaux, des personnes vivantes ou récemment décédées.
- On sait par exemple induire leur différenciation en cardiomyocytes (en les traitant par de la 5-azacytidine ou en les cultivant dans un milieu conditionné par des cardiomyocytes) ; elle produisent alors de la N-cadhérine et la troponine cardiaque I[5].
- on sait aussi induire leur différentiation en lignées adipogènes ou ostéogéniques[5].
- Une étude récente a montré que la greffe de tissu gélatineux de Wharton peut réduire les lésions cérébrales traumatiques et avoir un potentiel thérapeutique[7].
- Il a aussi été proposé d'utiliser des cellules souches mésenchymateuses extraites de la gelée de Wharton pour aider des patients gravement malades du COVID-19. Cette thérapie dite UC-MSCs (pour « umbilical cord mesenchymal stem cells ») vise à ce que leur système immunitaire ne déclenche pas, face au virus SARS-CoV-2 la tempête de cytokine qui dans ces cas entraine souvent une défaillance générale des organes et la mort[8].